# Nokturnal Mortum
Nokturnal Mortum – ukraińska grupa muzyczna wykonująca muzykę zaliczaną do black metalu oraz folk metalu.  Powstała w 1994 roku w Charkowie.
Początkowo grupa wykonywała symfoniczny black metal, od strony lirycznej nawiązująca do antychrześcijaństwa, satanizmu i pogaństwa. W późniejszym okresie, od wydania płyty zatytułowanej NeChrist, w muzyce zaczęły przeważać elementy folkowe, od strony lirycznej dominują wątki pogańskie i nacjonalistyczne. 
Muzycy oprócz klasycznych instrumentów używanych w tego typu muzyce (gitara, gitara basowa, perkusja, instrumenty klawiszowe), stosują również tradycyjne instrumenty związane z ukraińskim folklorem.

## Muzycy
Obecny skład zespołu
- Knjaz Varggoth – śpiew, gitara, domra, drymba (od 1994)
- Saturious - keyboard, sopilkas, zitra (od 1996)
- Astargh – gitara (od 2007)
- Bairoth - perkusja (od 2009)

Byli członkowie zespołu
- Wortherax – gitara (1994–1996)
- Karpath – gitara (1996−1999)
- Istukan – gitara, perkusja (2000)
- Alzeth – gitara (2002–2007)
- Xaarquath – gitara basowa (1994-2002)
- Vrolok – gitara basowa, gitara (2000–2011)
- Munruthel – perkusja (1994−2003)
- Khaoth – perkusja (2000)
- Odalv – perkusja (2003-2009)
- Sataroth - keyboard (1994−2003)
- K - keyboard (2003–2004)

## Dyskografia
| Albumy studyjne - Goat Horns (1997) - To the Gates of Blasphemous Fire (1998) - NeChrist (1999) - Мировоззрение (Weltanschauung) (2005)[A] - Голос Сталі (The Voice of Steel) (2009) - Істина (Verity) (2017) Albumy koncertowe - Live in Katowice (2009) Minialbumy - Return of the Vampire Lord (1997) - Marble Moon (1997) - The Taste of Victory (1997) | Demo - Twilightfall (1995) - Black Clouds Over Slavonic Lands (1995) - Lunar Poetry (1996) Splity - Path of the Wolf / Return of the Vampire Lord (1997, z grupą Lucifugum) - Eastern Hammer (2007 z grupami North, Graveland oraz Temnozor) Kompilacje - Return of the Vampire Lord - Marble Moon (2003) - Eleven Years Among the Sheep (2004) |

Notatki
- A^ Album wydany dwóch wersjach językowych: angielskiej i ukraińskiej[5].